# Троян Иванов
Троян (Траян) Иванов е български революционер, деец на Вътрешната македонска революционна организация.

## Биография
Троян Иванов е роден в кочанското село Бели, тогава в Османската империя, днес в Северна Македония. Присъединява се към ВМРО и действа като четник на Евтим Полски. Участва в голямо сражение на 22 юни 1924 година в местността Просечен край Калиманци срещу сръбска войска, където е тежко ранен. Заловен е и е осъден на смърт, като присъдата е изпълнена на 13 септември 1926 година.